# Ida Vos

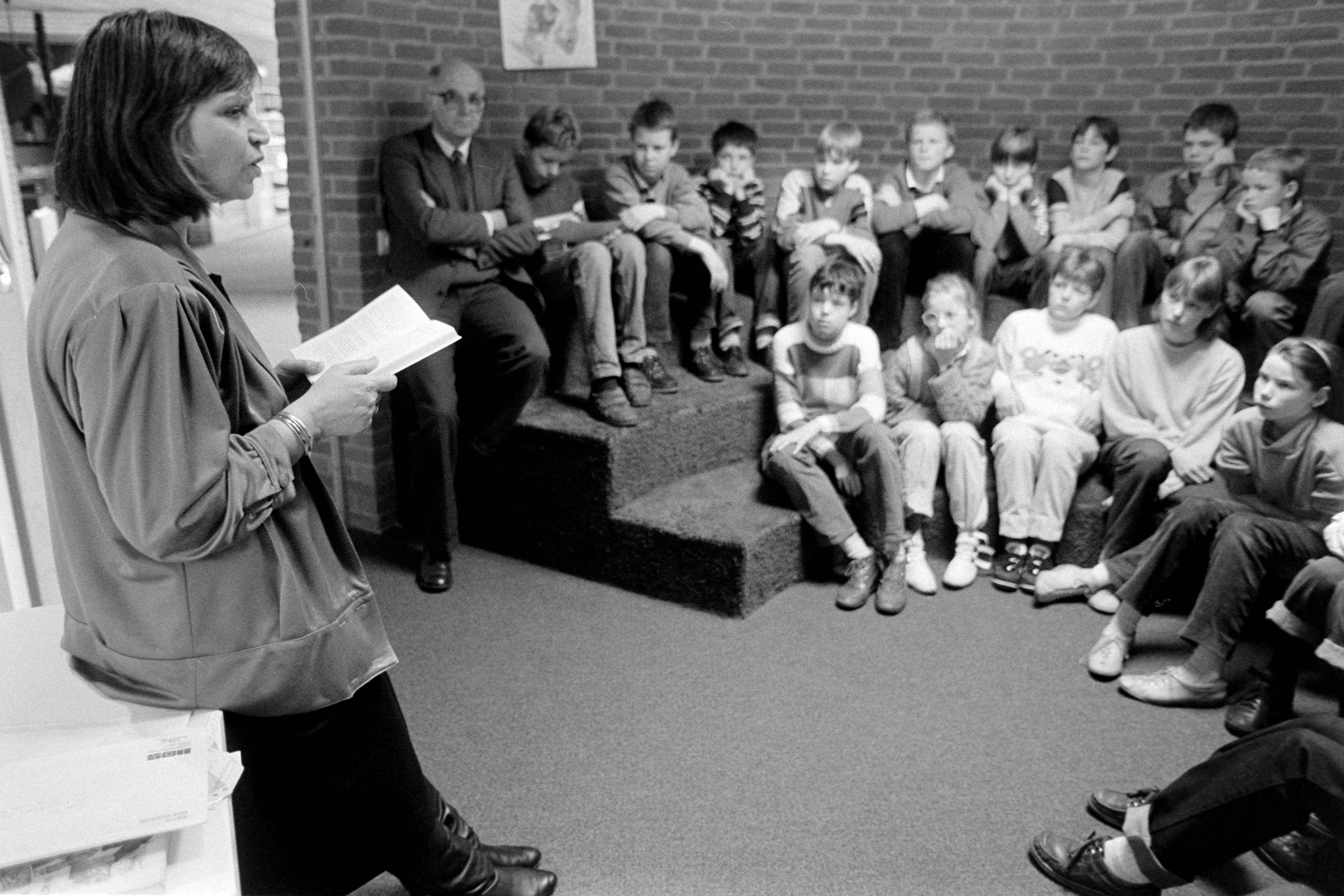
Ida Vos

Ida Vos (geboortenaam Gudema) (Groningen, 13 december 1931 - Amstelveen, 3 april 2006) was een Nederlandse schrijver en dichter. Zij schreef zowel voor kinderen als voor volwassenen.
In haar boeken gaat het dikwijls om haar ervaringen die zij als Jodin tijdens de Tweede Wereldoorlog opdeed. Het meest werd zij bekend met het boek Wie niet weg is wordt gezien dat in 1982 werd bekroond. Haar sobere stijl werd geroemd. Haar werk kreeg ook in het buitenland erkenning.
Vanaf 1936 woonde ze in Rotterdam. Daar maakte ze in de meidagen van 1940 het Duitse bombardement mee. Vervolgens verhuisden ze naar Rijswijk. Vanaf 1943 zat het gezin Gudema ondergedoken, zij het dat zij en haar zus Esther van hun ouders waren gescheiden.
Na de oorlog was ze een tijdlang kleuterleidster. In 1956 trad ze in het huwelijk waaruit drie kinderen voortkwamen. Halverwege de jaren zeventig was ze een tijdje opgenomen vanwege opgedane trauma's tijdens de oorlog. Dit zette haar ertoe aan om daarover te schrijven, eerst in de vorm van gedichten, later verhalenderwijs en nog later in de vorm van kinderboeken. Met name de beknotting van de vrijheid door de Duitse bezetter en wat ze meemaakte tijdens de onderduikperiode staan daarin centraal. In de dichtbundel Schiereiland (1979) schreef Vos niet meer uitsluitend over haar oorlogsverleden, maar bijvoorbeeld ook over de belevenissen van haar kinderen.
Vos werd in 2003 benoemd tot Ridder in de Orde van Oranje Nassau
Ida Vos overleed op 74-jarige leeftijd.

## Werken
- 35 tranen, 1976
- Schiereiland
- Miniaturen
- Wie niet weg is wordt gezien, 1981
- Anna is er nog,1986
- Dansen op de brug van Avignon, 1989
- Witte zwanen, zwarte zwanen, 1992
- De sleutel is gebroken, 1996
- De lachende engel, 2000
- Vijfendertig tranen, 2008, gedichten

Speciale heruitgave van deze gedichtenbundel, inclusief een CD met daarop de gedichten, voorgelezen door Ida Vos zelf, afgewisseld met klezmer-muziek door Shtetl Band Amsterdam.